# Francesc Mariner
Francesc Mariner (enero de 1720 - Barcelona, 10 de diciembre de 1789), organista y compositor español.

## Biografía

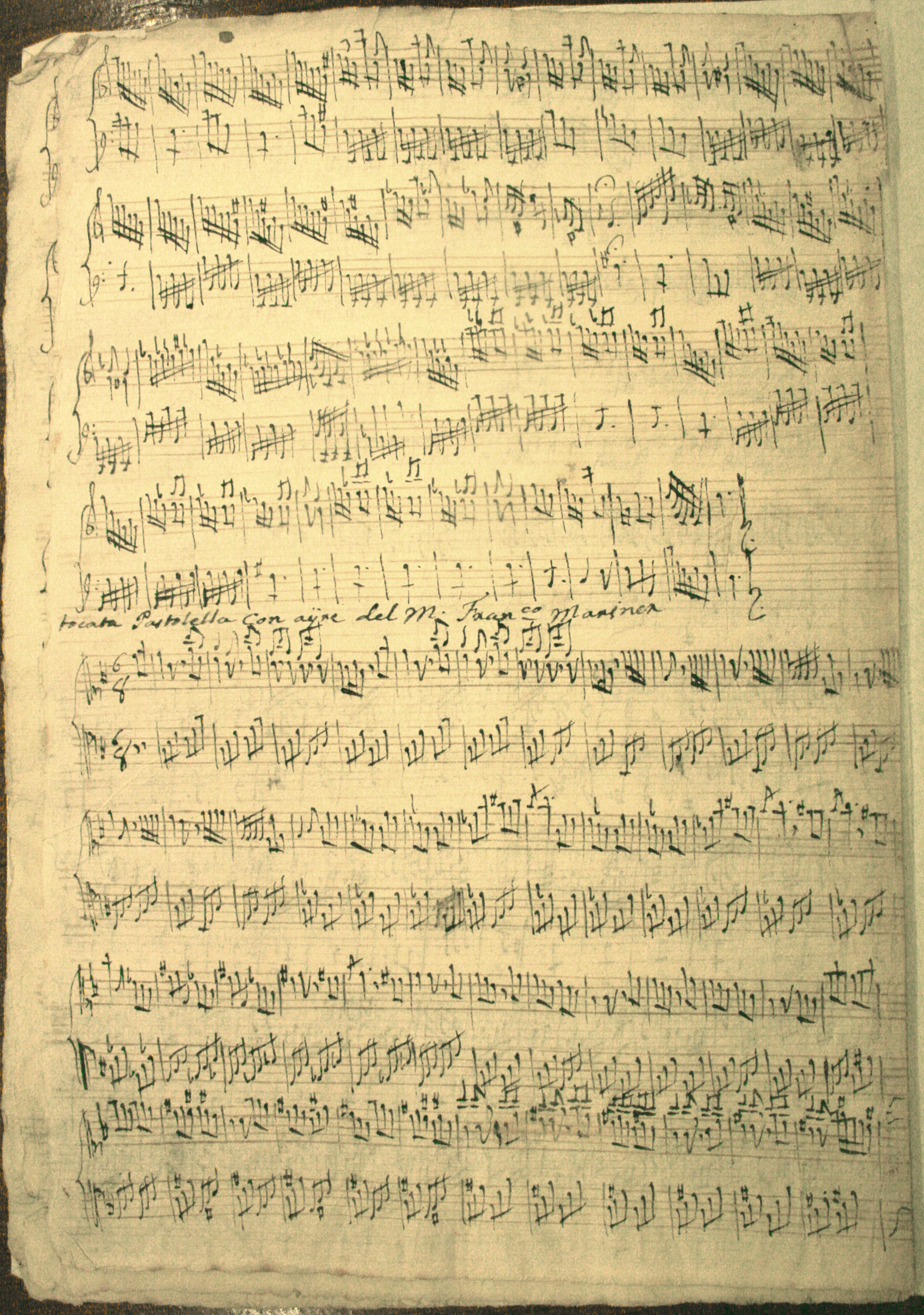
Inicio de una tocata pastoral de Francesc Mariner en un manuscrito contemporáneo del autor.

Francesc Mariner fue organista de la Catedral de Barcelona desde 1742 hasta su muerte. Su discípulo más importante fue su sobrino, Carles Baguer, organista suplente de la Catedral desde 1786 y sucesor en el cargo a su tío.
Como compositor, la producción de Mariner para clavecín y órgano une la tradición contrapuntística barroca ibérica con las nuevas corrientes de estilo galante. Como otros organistas catalanes coetáneos, cultivó la sonata para teclado en forma binaria, un modelo que estaba de moda en Italia, Portugal y España y que nos ha llegado especialmente por las obras de Domenico Scarlatti y Antonio Soler. Se conservan obras de Francesc Mariner en el Archivo Musical de la Seu de Manresa, en el Archivo Histórico Comarcal de Puigcerdá, en el Archivo de la iglesia de Santa María de la Geltrú, en el Archivo y Biblioteca Diocesana de Girona (fons musical de Santa Pau), Archivo Comarcal de la Garrotxa (fons musical de Sant Esteve d' Olot), Centre de Documentació de l' Orfeó Català (Barcelona) y en la Biblioteca de Cataluña. Más de la mitad, sin embargo, se encuentra en el monasterio de Montserrat.

## Obras
- Obra de ple la Salve de segon to, Obra llena de 5° tono punto alto, para órgano
- 3 salmodies para todos los tonos(1759, 1762, 1767)
- Piezas bipartitas, algunas de ellas en forma Da Capo (T-tP-T)'
- Tientos llenos y partidos
- Tocatas pastoriles
- "Tocatass y Sonatas para clarines (órgano)
- Series de versos para órgano